# Serre (mythologie)
Pour les articles homonymes, voir Serre (homonymie).

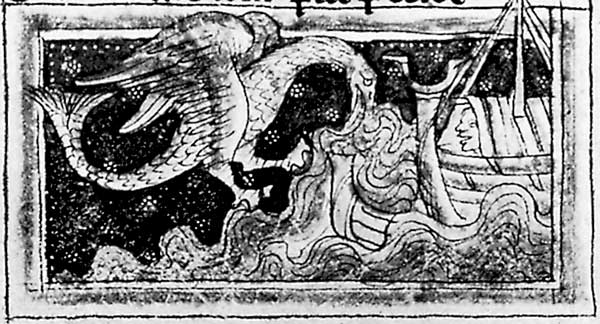
Représentation du XIIe siècle d'une serre, ressemblant ici à un dragon.

La serre aussi appelée sarce, sarre, scie ou serta est un animal légendaire probablement issu d'une description de Pline, et généralement décrit dans les bestiaires médiévaux comme étant un poisson ailé, ou parfois un oiseau ou un dragon chimériques, qui s'attaquerait aux bateaux pour les faire naufrager. Elle est l'objet de deux livres d'Amour courtois où elle sert de métaphore mais, contrairement à d'autres créatures issues de légendes médiévales, sa figure est très peu reprise dans les œuvres modernes.

## Mentions
Pline avait cité, sans en donner de description, un animal auquel il donnait le nom de Serre, c'est peut-être ce qui a inspiré les descriptions des bestiaires médiévaux.
La serre est décrite dès le VIIIe siècle par Isidore de Séville, mais la description qu'il en fait prouve qu'il n'a pas eu ce monstre sous les yeux. La serre est ensuite reprise par Vincent de Beauvais dans son Speculum Naturale. Au XIIe siècle, Philippe de Thaon la décrit dans son Bestiaire puis au XIIIe siècle, Guillaume le Clerc de Normandie l'inclut dans son Bestiaire divin. La serre est le plus souvent représentée comme un dragon avec des ailes poursuivant un bateau ou stoppant le vent avec ses ailes.
Le Bestiaire d'Amour de Richard de Fournival en dit ceci :

« La serre est un monstre ailé, qui habite les mers. Quand elle voit un vaisseau cingler à pleines voiles, elle étend ses ailes pour y recueillir tout le vent, et court de toutes ses forces en avant du vaisseau. Mais quand elle est fatiguée de ce travail inutile, elle replie ses ailes comme si elle s'avouait vaincue, et se laisse engloutir par les flots »

— Richard de Fournival, Bestiaire d'Amour

Cette description est suivie de La réponse de la dame, un texte anonyme :  
— La réponse de la dame
Le bestiaire divin de Guillaume le Clerc de Normandie en offre une description plus détaillée :
— Guillaume le Clerc de Normandie, Bestiaire divin

## Description et mœurs

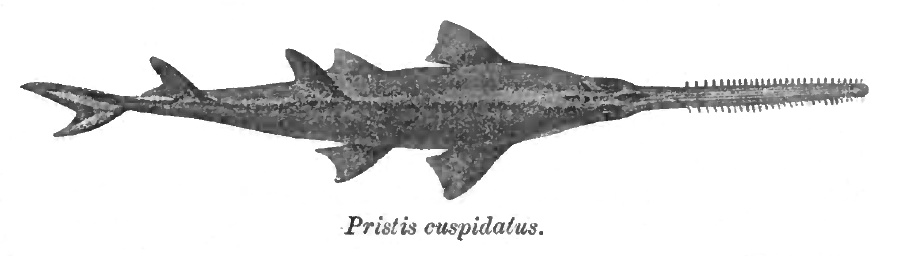
La serre est parfois décrite comme un poisson-scie muni d'ailes.

Les descriptions de cet animal dans les bestiaires médiévaux offrent des similitudes avec le kraken, et remonteraient peut-être au Léviathan biblique. La description d'Isidore de Séville évoque l'espadon ou la scie. Selon Philippe de Thaon, la serre est un animal chimérique possédant la queue d'un poisson, la tête d'un lion et des ailes. Les descriptions postérieures ne font plus mention de la tête de lion : la serre est devenue un poisson ailé qui aime poursuivre les navires.
Dans son Bestiaire d'Amour, Richard de Fournival propose la description suivante de la serre : « La serre est un oiseau merveilleusement grand et fort, qui vole plus rapidement que les grues elle-même, dont les ailes sont tranchantes comme des rasoirs. »
Dans les bestiaires médiévaux, elle est aussi présentée comme un poisson-scie pourvu d'ailes et d'une crête denticulée, qui vit au fond de la mer. Dans les récits qui traitent d'elle, cette crête lui permet de scier les coques des navires en nageant au-dessous,. Elle poursuit ensuite les naufragés sous la forme d'un chien-ailé ou d'une harpie. Son corps est souvent extrêmement volumineux puisque lorsqu'elle lève les ailes le vent ne souffle plus sur les bateaux. La serre poursuit les navires, mais au bout d'une trentaine de stades, si elle n'a pas rattrapé le bateau, elle abandonne la poursuite et se laisse couler dans les profondeurs de l'océan.
Des rostres de cet animal (vraisemblablement ceux d'un poisson-scie) auraient été offerts en ex-voto dans les temples.

## Symbolique
La symbolique et la morale cachés de la légende de la serre est celle de l'homme qui au départ est dans le droit chemin, mais qui par paresse, n'atteint pas son but : c'est un symbole. La chute dans les profondeurs de l'océan préfigurerait les profondeurs de l'enfer. Enfin, le diable retire l'inspiration sacrée de l'homme comme la serre retire le vent des voiles des bateaux.
Dans Le Bestiaire d'amour de Richard de Fournival, la serre représente le rival en amour qui cherche à conquérir la dame : il s'agit d'une mise en garde, car le rival, tout comme la serre, finit toujours par abandonner la poursuite. Le Bestiaire d'Amour est suivi par un écrit anonyme, La Response de la dame où la dame s'identifie à la serre. Ces deux livres ont pour thème l'amour courtois.